# Jerome Williams
Jerome Williams (Washington, 10 maggio 1973) è un ex cestista statunitense, professionista nella NBA.

## Carriera
Dopo aver giocato a livello liceale per la Magruder High School di Germantown (Maryland) è passato alla Georgetown University dove ha speso due stagioni viaggiando alle considerevoli cifre di 10,5 punti e 9,3 rimbalzi di media a partita.
Finita la carriera NCAA è stato scelto dalla NBA nel draft NBA del 1996 al primo giro con il numero 26 dai Detroit Pistons.
Williams ha giocato nella NBA nove stagioni, totalizzando una media partita di 6,6 punti e 6,4 rimbalzi in poco più di 21 minuti di utilizzo (587 match totali). Statisticamente la stagione migliore è stata la 2002-03, quando indossava la maglia dei Toronto Raptors di Vince Carter, conclusa con 9,7 punti e 9,2 rimbalzi a partita. Nella stagione 1999-2000 il quarto miglior rimbalzista offensivo dell'intera lega, il settimo nei rimbalzi totali ed il secondo assoluto per rimbalzi al minuto.

## Statistiche

### College
| Anno      | Squadra          | PG | PT | MP   | TC%  | 3P%  | TL%  | RP   | AP  | PRP | SP  | PP   |
| --------- | ---------------- | -- | -- | ---- | ---- | ---- | ---- | ---- | --- | --- | --- | ---- |
| 1994-1995 | Georgetown Hoyas | 31 | 31 | 30,3 | 50,0 | 18,2 | 62,9 | 10,0 | 1,5 | 1,2 | 0,4 | 10,9 |
| 1995-1996 | Georgetown Hoyas | 37 | 37 | 27,5 | 58,8 | 14,3 | 63,9 | 8,8  | 1,4 | 1,9 | 0,4 | 10,3 |
| Carriera  | Carriera         | 68 | 68 | 28,8 | 54,4 | 16,7 | 63,4 | 9,3  | 1,4 | 1,6 | 0,4 | 10,5 |

### NBA

#### Regular Season
| Anno      | Squadra         | PG  | PT  | MP   | TC%  | 3P%  | TL%  | RP  | AP  | PRP | SP  | PP  |
| --------- | --------------- | --- | --- | ---- | ---- | ---- | ---- | --- | --- | --- | --- | --- |
| 1996-1997 | Detroit Pistons | 33  | 0   | 5,4  | 39,2 | -    | 52,9 | 1,5 | 0,2 | 0,4 | 0,0 | 1,5 |
| 1997-1998 | Detroit Pistons | 77  | 3   | 16,9 | 52,4 | 0,0  | 65,1 | 4,9 | 0,6 | 0,7 | 0,1 | 5,3 |
| 1998-1999 | Detroit Pistons | 50  | 10  | 23,1 | 50,0 | -    | 67,3 | 7,0 | 0,5 | 1,3 | 0,1 | 7,1 |
| 1999-2000 | Detroit Pistons | 82  | 1   | 25,6 | 56,4 | 0,0  | 61,6 | 9,6 | 0,8 | 1,2 | 0,3 | 8,4 |
| 2000-2001 | Detroit Pistons | 33  | 2   | 24,4 | 43,8 | 0,0  | 72,2 | 8,4 | 1,0 | 1,2 | 0,3 | 7,3 |
| 2000-2001 | Toronto Raptors | 26  | 0   | 14,5 | 51,6 | 0,0  | 77,8 | 4,0 | 0,5 | 0,7 | 0,4 | 5,0 |
| 2001-2002 | Toronto Raptors | 68  | 32  | 24,1 | 49,0 | -    | 67,6 | 5,7 | 1,1 | 1,1 | 0,4 | 7,6 |
| 2002-2003 | Toronto Raptors | 71  | 63  | 33,0 | 49,9 | 16,7 | 55,5 | 9,2 | 1,3 | 1,6 | 0,4 | 9,7 |
| 2003-2004 | Toronto Raptors | 15  | 12  | 27,1 | 49,1 | 0,0  | 72,4 | 8,5 | 0,7 | 1,3 | 0,2 | 5,1 |
| 2003-2004 | Chicago Bulls   | 53  | 32  | 23,2 | 46,6 | 0,0  | 67,5 | 6,5 | 1,2 | 1,3 | 0,1 | 6,5 |
| 2004-2005 | N.Y. Knicks     | 79  | 4   | 15,3 | 50,2 | 0,0  | 66,9 | 3,6 | 0,5 | 0,7 | 0,1 | 4,5 |
| Carriera  | Carriera        | 587 | 159 | 21,7 | 50,2 | 3,8  | 64,5 | 6,4 | 0,8 | 1,1 | 0,2 | 6,6 |

#### Playoffs
| Anno     | Squadra         | PG | PT | MP   | TC%  | 3P% | TL%  | RP  | AP  | PRP | SP  | PP  |
| -------- | --------------- | -- | -- | ---- | ---- | --- | ---- | --- | --- | --- | --- | --- |
| 1997     | Detroit Pistons | 1  | 0  | 5,0  | 100  | -   | -    | 3,0 | 0,0 | 1,0 | 0,0 | 4,0 |
| 1999     | Detroit Pistons | 5  | 5  | 24,6 | 44,4 | -   | 77,8 | 6,4 | 0,8 | 0,8 | 0,0 | 6,2 |
| 2000     | Detroit Pistons | 3  | 0  | 24,3 | 50,0 | -   | 12,5 | 7,0 | 0,7 | 1,0 | 0,0 | 5,0 |
| 2001     | Toronto Raptors | 11 | 0  | 14,9 | 50,0 | -   | 50,0 | 4,1 | 0,8 | 0,9 | 0,5 | 3,2 |
| 2002     | Toronto Raptors | 5  | 1  | 28,6 | 42,4 | -   | 66,7 | 6,6 | 1,4 | 1,8 | 0,2 | 7,2 |
| Carriera | Carriera        | 25 | 6  | 20,3 | 47,0 | -   | 52,9 | 5,4 | 0,9 | 1,1 | 0,3 | 4,8 |